# بتنا فتاة تحت سماء سيول (رواية)
بتنا، فتاة تحت سماء سيول هي رواية كتبها جان ماري غوستاف لوكليزيو، الحاصل على جائزة نوبل في الأدب سنة 2008، نُشرت لأول مرة سنة 2018 عن دار ستوك الفرنسية، وترجمت سنة 2021 إلى اللغة العربية، تدور أحداث الرواية في العاصمة الكورية الجنوبية سيول، وتتناول موضوعات الهوية، العزلة، قوة الخيال، والعلاقة بين السارد والمستمع.

## ملخص
تحكي الرواية قصة بتنا، فتاة كورية جنوبية شابة قادمة من الريف إلى مدينة سيول لمتابعة دراستها الجامعية. تعاني من ضائقة مالية وتضطر إلى ترك الإقامة عند أقاربها، مما يدفعها للبحث عن عمل. تجد وظيفة غير اعتيادية: أن تروي القصص لامرأة شابة مريضة تُدعى سالومي (اسمها الحقيقي كيم سي ري)، لا تستطيع مغادرة منزلها بسبب مرض عضال.
تبدأ بتنا في تأليف وسرد قصص لسالومي، مستلهمة من المدينة، الحياة اليومية، والخيال الشعبي، وتدور هذه القصص حول شخصيات متخيلة، طيور، قِطط، وغريبات الهوى. مع الوقت، تصبح العلاقة بين الساردة والمستمعة أكثر عمقًا، وتتحول القصص إلى أداة للعيش والتواصل والتفاهم.

## الشخصيات
- بتنا: طالبة جامعية كورية جنوبية، في أواخر سنوات المراهقة. تنتقل من الريف إلى مدينة سيول لمتابعة دراستها في الأدب، وتواجه مصاعب مالية بعد أن تضطر لمغادرة منزل أقاربها. تبحث عن عمل وتجد وظيفة غريبة: أن تروي القصص لامرأة مريضة مقابل أجر بسيط. تمتاز بتنا بالخيال الواسع والقدرة على اختراع الحكايات، وتجد في فعل السرد معنى لحياتها ومصدرًا للكرامة.
- سالومي ( كيم سي ري): امرأة شابة فرنسية-كورية، مصابة بمرض عضال جعلها مقعدة في شقتها بوسط سيول. تطلب عبر إعلان في مكتبة من يأتي ليروي لها حكايات عن الحياة والعالم. تستمع إلى قصص بتنا بشغف وتجد فيها عزاء من العزلة والموت الوشيك. تُلقّب نفسها "سالومي" تماشيًا مع عالمها الرمزي الخاص

## ملخص القصص المؤَطَرة
ضمن الإطار السردي الذي يحكي حياة بتنا الهشة في سيول، تتخلل الرواية مجموعة من القصص المتخيّلة التي ترويها بتنا لسالومي، وتدور أحداثها في سياق الحياة اليومية لشخصيات كورية خيالية، على النحو الآتي:

### القصة الأولى: "السيد تشو"
السيد تشو، بوّاب أحد المباني، اعتاد منذ صغره على تربية أجيال من الحمام الزاجل، تنحدر من زوج من الحمام جلبته والدته خلال نزوحها أثناء الحرب الكورية في أوائل خمسينيات القرن الماضي. يومها، عبرت الحقول والغابات حاملة ابنها ذا الخمس سنوات على ظهرها، لتتجاوز الخط الفاصل بين شمال كوريا وجنوبها. ويحلم السيد تشو بأن يتمكّن ذات يوم، من خلال حمامه الحامل للرسائل، من استعادة الصلة بعائلته التي بقيت على الجانب الآخر من الحدود، والتي لم يتلقَّ منها أي خبر منذ ذلك الحين.

### القصة الثانية: "كيتي"
كيتي، وتُعرف أيضًا بـ"الرحّالة" أو "بلا اسم"، تظهر فجأة في صالون التجميل الخاص بالسيدة ليم. لا أحد يعرف من تكون، ولا من أين جاءت، ولا لماذا قررت الإقامة في الصالون. دون أن تنطق بكلمة، تحاول أن تجذب الانتباه إليها عبر رسائل صغيرة مكتوبة، في محاولة لاستدرار شيء من الاهتمام أو الاعتراف بوجودها.

### القصة الثالثة: "هانا"
هانا، ممرضة متمرّسة، تعثر صباح أحد الأيام على رضيعة حديثة الولادة عند مدخل المستشفى الذي تعمل فيه، وهو مركز مخصص للولادات المجهولة (الولادة دون الكشف عن هوية الأم). تسمي الطفلة نعومي، وتتكفل برعايتها بحرص بالغ وسط بقية الأطفال القابلين للتبني، إلى أن يأتي يوم تُقرّر فيه هانا أن تأخذ الطفلة وتهرب معها لتبدأ حياة جديدة في مكان آخر.

### القصة الرابعة: "رجل مجهول"
يتقاطع المستويان السرديان للرواية — الواقعي والتخييلي — وتتماهي الحدود بينهما. تسرد بتنا على سالومي قصة غريبة ومقلقة عن رجل مجهول يتعقّبها، يراقب خطواتها، ويتجسّس عليها أينما ذهبت...، فلا يتضح أنالحكاية مجرد اختلاق، أم أن لبتنا ماضٍ خفي تسرب إلى القصص، ولا يظهر أن ما ترويه قصة حقيقية أم حكاية تخيّلتها خصيصًا لسالومي؟

### القصة الخامسة: "نابي"
تحكي عن نابي، فتاة فقيرة تصبح مغنية مشهورة، وتحقق شهرة مذهلة تقودها إلى مصافّ النجوم الوطنيين. تعيش لفترة قصيرة حياة الترف والغنى وسط عالم الاستعراض المليء بالمخاطر والانتهازيين.
لكن المفاجأة الكبرى تكمن في الصلة التي تنكشف لاحقًا بين قصتها وقصة كيتي، والتي تمنح الرواية بُعدًا سرديًا متشابكًا.

### القصة السادسة
تدخل في السرد أسطورة التنينين — تنين الشمال وتنين الجنوب — وهي حكاية رمزية تنسج فوق قصة هانا ونعومي، وتندمج فيها، لتضفي على الأحداث بُعدًا أسطوريًا يعكس الانقسام الكوري، ويعمّق المعنى الإنساني والسياسي للقصة.